# ۴٬۴-اکسیدلین
۴،۴-اکسیدلین (به انگلیسی: 4,4'-Oxydianiline) با فرمول شیمیایی C۱۲H۱۲N۲O یک ترکیب شیمیایی است. که جرم مولی آن ۲۰۰٫۲۴ g/mol می‌باشد. شکل ظاهری این ترکیب، جامد بلورین بی‌رنگ است.